# 35. østlige længdekreds
Den 35. østlige længdekreds (eller 35 grader østlig længde) er en længdekreds, der ligger 35 grader øst for nulmeridianen. Den løber gennem Ishavet, Europa, Asien, Afrika, det Indiske Ocean, det Sydlige Ishav og Antarktis.